# Jリーグトラッキングデータコンテスト
『Jリーグトラッキングデータコンテスト』は、日本プロサッカーリーグが主催して2015年から開始した走行距離や速度を数値・データ化した、「トラッキングデータ」を使った統計学のコンクールである。
このコンクールでは、Jリーグ（2015年度はJ1第1ステージ）の公式戦で使用されているトラッキングデータから、チームや選手のデータ分析やそれを用いた動画コンテンツのアイデアを募り、それを通してJリーグの新しい試合の楽しみ方を追求するというものである。この企画はテレビ東京のサッカー教養番組である『FOOT×BRAIN』も協力している。

## 応募概要
（以下第1回のものを参考）
- 参加は個人・団体いずれでも可、定員無制限
- Jリーグ公式サイトから、必要記入事項（住所、氏名<グループでの参加の場合はグループ名とその代表者>、年齢、性別、電話番号、メールアドレスなど）を記入しまずエントリーする。
- その後折り返し、エントリー者に対象となる大会（2015年J1第1ステージ）のトラッキングデータを主催者から送付し、それを基に作品を作成、メールにて送付する。資料用のデータは、チーム・個人別のトラッキングデータ、スタッツデータなどで、1試合ごと、もしくはステージ単位で集計されている。これらを参考として、今までにない独創的な観点やアイデア、根拠に基づいた分析、様々な人が楽しめるエンターテインメント性、またそれらのデータの活用法などを総合的に評価して審査を行うが、どれか1つの項目だけでも突出していてもよい。
- それらを10月末までに提出し審査を行い、優秀作5つの製作者に対しては、プレゼン大会と題した決選コンクールで、そのデータを発表してもらい、最優秀作品を決定する。

## 審査結果

### 第1回
- 最優秀賞　「サポラン」　選手の走行距離を参考としたランニング用アプリケーションで、ランニングの継続性を促す機能に加え、選手や応援団の間の交流、Jリーグの興味向上を目的としたもの
- 審査委員特別賞　「次の日本代表を探せ! Next Hero Seeker」　データを参考としてプレースタイルが似ている選手を検索するアプリケーション
- 同　「チーム"走力"についての考察」　走力と勝敗の関連性を分析したデータ

審査委員
- 中西大介（Jリーグ常務理事）
- 伊東武彦（朝日新聞社）
- 加藤善彦（データスタジアム社長）
- 西内啓（Jリーグアドバイザー、データビーグル製品担当）
- 馬場功淳（コロプラ社長）
- 村井純（慶應義塾大学環境情報学部長・同教授）
- 北澤豪（特別ゲスト審査委員　日本サッカー協会理事）